# شهرستان گامو، شیگا

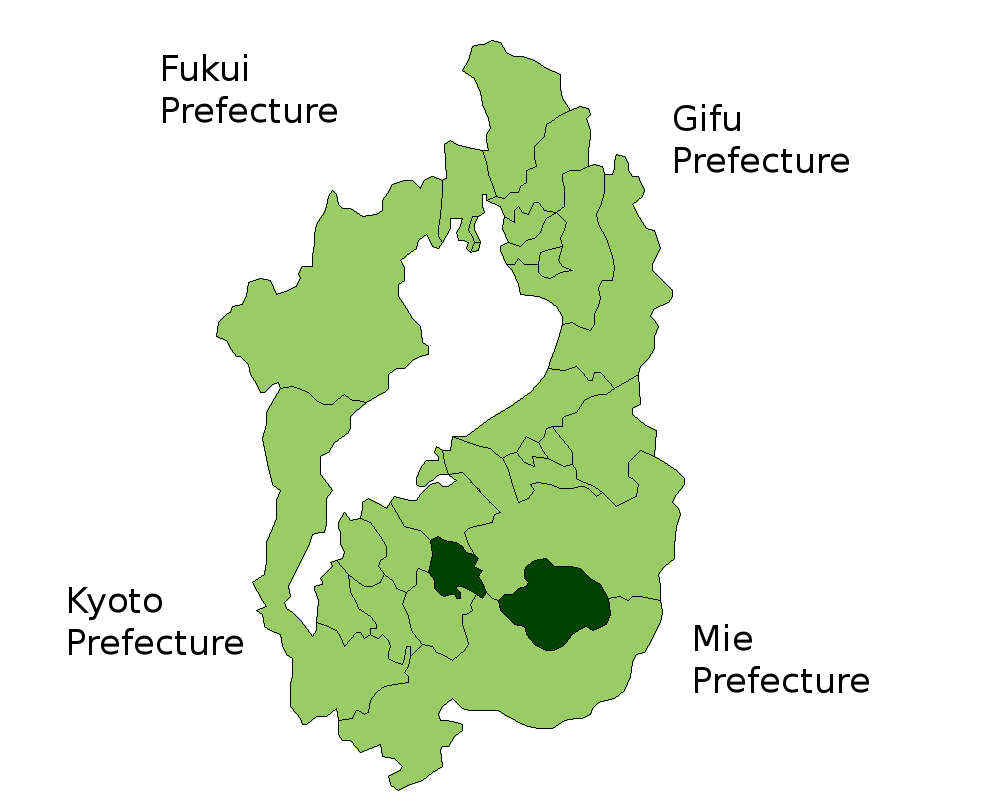

شهرستان گامو (انگلیسی: Gamō District, Shiga) یکی از شهرستان‌های ژاپن است که در استان شیگا در ژاپن واقع شده‌است.